# 霍恩布科
霍恩布科（德語：Hohenbucko）是德国勃兰登堡州的市镇，隶属于易北-埃尔斯特县，总面积为43.04平方千米，截至2020年总人口为638人。